# Masacre de Convincing Ground
La Masacre de Convincing Ground fue perpetrada por balleneros colonos británicos contra la gente indígena Gunditjmara, del clan Kilcarer gundidj, asentados en Portland Bay, en el sureste de Australia. Fue parte de las Guerras de Eumeralla entre los colonizadores británicos y los Gunditjmara. Las tensiones entre los dos grupos habían estado aumentando desde el establecimiento del pueblo como estación ballenera unos cinco años antes, pero alrededor de 1833 o 1834, una disputa por una ballena varada hizo que los eventos se intensificaran.

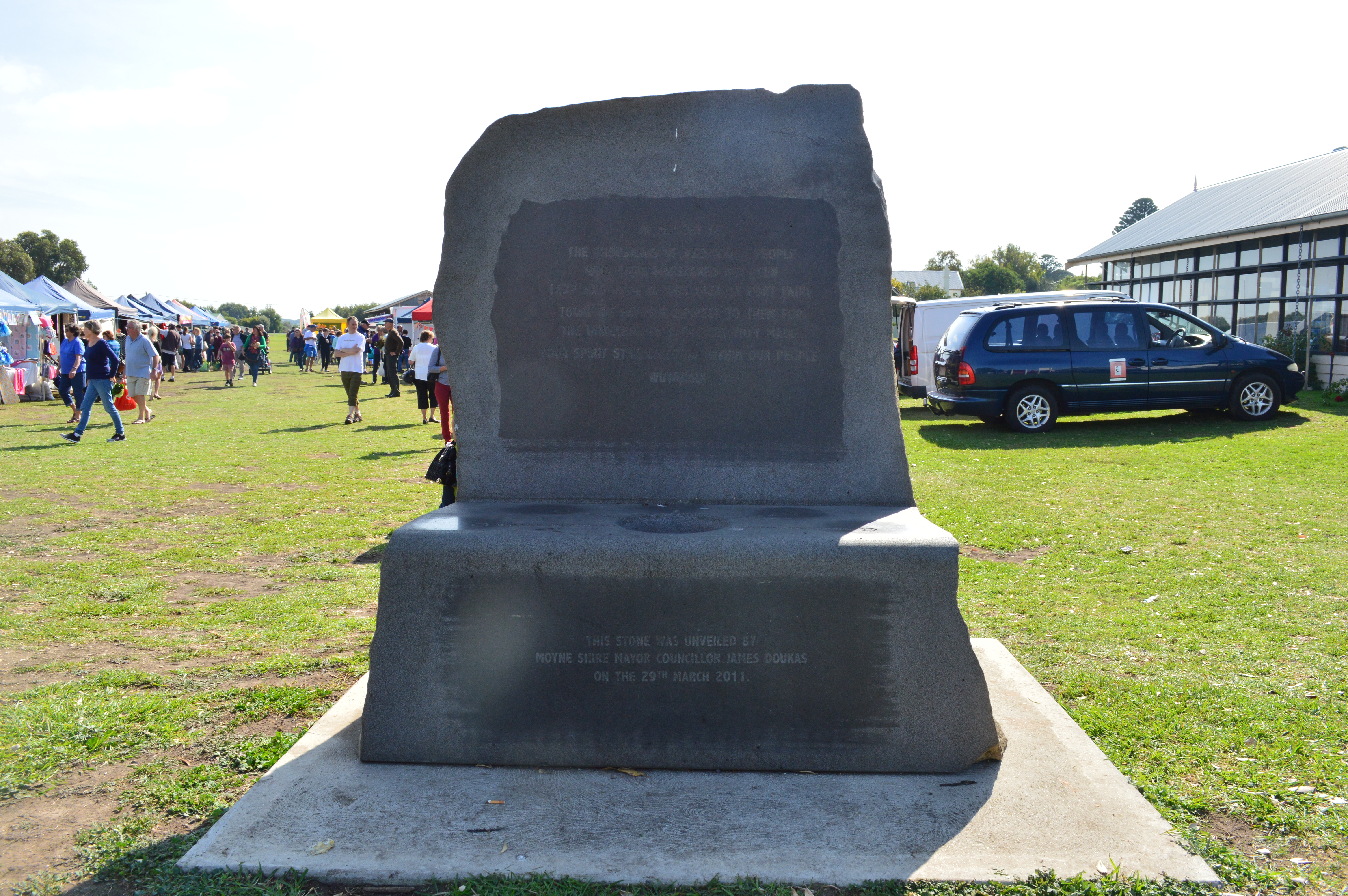
Monumento a una de las masacres aborígenes

La masacre ha sido reconocida como un evento significativo en la historia del estado por académicos y funcionarios estatales, con la profesora Lynette Russell, de Estudios Indígenas Australianos en la Universidad de Monash, diciendo que "Convincing Ground es probablemente el primer sitio de masacre registrado en Victoria". El sitio de la masacre, que se encuentra en Portland Bay cerca del pueblo en el condado de Glenelg, ha sido incluido en el Registro del Patrimonio de Victoria.

## Causas
La disputa parece haber surgido por la propiedad de una ballena varada. Aunque los informes varían sobre las bajas, está claro que los Gunditjmara estaban decididos a defender su derecho a la ballena como alimento tradicional y, cuando fueron desafiados por los balleneros, respondieron de manera agresiva.

## Masacre
En 1841, según Edward Henty y el magistrado de policía James Blair en conversación con George Augustus Robinson, el Protector de Aborígenes, los balleneros se retiraron a la estación principal solo para regresar con sus armas de fuego. La entrada en el diario de Robinson dice: "Y los balleneros entonces dispararon, para usar su expresión, a diestra y siniestra sobre los nativos. Dijo que los nativos no se fueron, sino que se pusieron detrás de los árboles y lanzaron lanzas y piedras. Sin embargo, no los molestaron mucho después de eso." No se mencionaron bajas en la conversación. Informes posteriores que surgieron de una reunión en 1842 que Robinson tuvo con los Gunditjmara afirmaban que solo dos miembros sobrevivieron a la masacre.
La razón de esta incertidumbre sobre las bajas y la fecha real de la masacre parece deberse al hecho de que el incidente fue reportado y documentado solo varios años después de su ocurrencia. La mención documentada más temprana de la localidad de Convincing Ground está en una entrada del diario de Edward Henty, fechada el 18 de octubre de 1835.
George Augustus Robinson visitó el sitio de la masacre en 1841 y habló con colonos locales, haciendo el siguiente informe oficial (aunque hizo notas más extensas en su diario):
"Entre los lugares notables en la costa, está el 'Convincing Ground', que se origina en un severo conflicto que tuvo lugar unos años antes entre los aborígenes y los balleneros, en el que muchos de los primeros fueron asesinados. Las circunstancias son que una ballena había llegado a la costa y los nativos, que se alimentaban del cadáver, reclamaron que era suya. Los balleneros dijeron que los 'convencerían' y recurrieron a las armas de fuego. En este lugar ahora se establece una pescadería."
El historiador Richard Broome estimó que aproximadamente 60 personas fueron asesinadas en la masacre de Convincing Ground.